# ポルノグラフィティ (ポルノグラフィティのアルバム)
『ポルノグラフィティ』は、ポルノグラフィティの7作目のオリジナルアルバム。2007年8月29日にリリースされた。

## 解説
- 前作『m-CABI』から9か月でのリリース。英語表記は『PORNO GRAFFITTI』。いわゆるセルフタイトルのアルバムである。22枚目のシングル「リンク」はこの作品のリードシングルである。
- 『m-CABI』と同じく、通常盤と初回盤（CD＋DVD）の2形態がある。ポルノグラフィティとしてDVD付アルバムは本作が初めて、DVD付きCDのリリースは14枚目のシングル「ラック」以来である。
- 『m-CABI』から本作までの間にリリースされたシングルは1作のみのため、シングル曲の収録はそれまでに発表されたオリジナル・アルバムの中で最も数が少なく、またその影響からかアルバム収録曲数そのものも最も少ない。これは晴一曰く、「45分という凝縮された時間にこだわった」とのこと。
- 本作はメンバーが個人で作詞・作曲を担当した楽曲が多く、11曲中8曲が昭仁か、晴一個人によって作詞作曲された曲である。
- 本作では、全曲においてサポートメンバーが、松永俊弥（ドラムス）、根岸孝旨（ベース）、ak.homma（キーボード他）に固定された。このメンバーは2006年のポカリスエット キャンペーンの当選者限定のライブ『RE・BODY』でも共演したメンバーである。このアルバムのツアー「ポルノグラフィティがやってきた」でもこのメンバーでツアーを行った。
- このアルバムは『m-CABI』の制作が終わるくらいの頃からすでに計画されていた。
- 初回生産限定盤は、インタビューとレコーディング風景を約50分間収録したDVDが付属する。

## 収録曲
CD
| 全編曲: ak.homma・ポルノグラフィティ。 |                              |           |           |       |
| #                                      | タイトル                     | 作詞      | 作曲      | 時間  |
| 1.                                     | 「リンク」                   | 岡野昭仁  | 岡野昭仁  | 4:01  |
| 2.                                     | 「空蝉」                     | 岡野昭仁  | 岡野昭仁  | 3:45  |
| 3.                                     | 「ウォーカー」               | 新藤晴一  | 新藤晴一  | 5:03  |
| 4.                                     | 「ベアーズ」                 | 新藤晴一  | 新藤晴一  | 4:11  |
| 5.                                     | 「農夫と赤いスカーフ」       | 新藤晴一  | ak.homma  | 4:29  |
| 6.                                     | 「鉄槌」                     | 新藤晴一  | 新藤晴一  | 4:23  |
| 7.                                     | 「Light and Shadow」         | 岡野昭仁  | 岡野昭仁  | 3:28  |
| 8.                                     | 「My 80's」                  | 岡野昭仁  | 新藤晴一  | 3:48  |
| 9.                                     | 「ロックバンドがやってきた」 | 新藤晴一  | ak.homma  | 2:46  |
| 10.                                    | 「Please say yes, yes, yes」 | 新藤晴一  | 新藤晴一  | 3:56  |
| 11.                                    | 「そらいろ」                 | 岡野昭仁  | 岡野昭仁  | 5:37  |
| 合計時間:                              | 合計時間:                    | 合計時間: | 合計時間: | 45:27 |

DVD（初回盤のみ）
| #  | タイトル                         | 作詞 | 作曲・編曲 |
| -- | -------------------------------- | ---- | ---------- |
| 1. | 「Making of ポルノグラフィティ」 |      |            |

### 楽曲解説
1. 「リンク」
22ndシングル。元々、シングルとして発表することを前提としていなかった。本作唯一のシングル曲。
なお、シングル曲がアルバムの1曲目となるのは本作が初めてである。
2. 「空蝉」
シングルやアルバムに入れることを考えず、自由に製作した曲である。テンポチェンジの激しい曲であるため、仮タイトルが「テンポチェンジ」であった。
3. 「ウォーカー」
昭仁が、アルバム収録の晴一の曲として最も気に入っている。
4. 「ベアーズ」
野球を題材にした曲で、「ベアーズ」とは野球チームの名称である。
8月6日にbayfmで放送された『ポルノグラフィティ新藤晴一のカフェイン11』にて初披露された。
この楽曲にはPVも製作されており、外での野球から帰ってきたメンバー2人がユニフォーム姿のまま、野球ゲーム（ポルグラスタジアム）で続きをするというコミカルな作風になっている。アルバム曲でPVが製作されるのは同曲が初めて。ベスト盤にも収録された。
『ミュージックステーション』（2007年8月31日放送）で披露された。
5. 「農夫と赤いスカーフ」
｢ベアーズ｣の住む「ロックバンドがやってきた」の街の様子を歌った曲。
『横浜・淡路ロマンスポルノ'08〜10イヤーズ ギフト〜』の淡路島国営明石海峡公園公演では、夕焼けの空の下で披露した。
6. 「鉄槌」
詞は、山崎豊子の『白い巨塔』『二つの祖国』を読んでいた時に書いたとのこと。
このアルバムを携えたツアー、9thライヴサーキット “ポルノグラフィティがやってきた” では長い間奏が追加された。間奏では曲調が変化し、ハードロック剥き出しのギターサウンドを狭いライブハウスなどで響かせた。
7. 「Light and Shadow」
ラジオ『ポルノグラフィティ岡野昭仁のオールナイトニッポン』（2007年8月4日放送分）にて初披露された。
昭仁曰く、最初にAメロのリズムパターンを思いつき、そこから作っていったとのこと。
8. 「My 80's」
本作唯一の打ち込み（シンセサイザー音源）の曲で、昭仁のイメージ上の80年代風アレンジのナンバー。歌詞は80年代の様子が描かれている。
晴一が、当初思っていた曲とは全く違う完成形となった。
9. 「ロックバンドがやってきた」
「ベアーズ」ができる前に、ベアーズという言葉を入れた。特にサポートメンバーがビートルズを意識したとされる。
仮歌詞がそのままになった。
10. 「Please say yes, yes, yes」
前のトラックから、繋がるようになっている。歌詞の半分以上が英単語（英語）である。ベスト盤にも収録された。
一時期のライブではアンコールの定番曲となっていた。
11. 「そらいろ」
昭仁が「アルバムの最後に入れられる曲」を想定して作った曲。
故郷や旧友を歌った曲であり、真夜中に仕事で悩んでいた地元の幼なじみから電話がかかってきたことがきっかけで生まれたと岡野は語っている。
ベスト盤にも収録され、近年では凱旋ライヴとなった『しまなみロマンスポルノ'18〜Deep Breath〜』で11年ぶりに演奏された。

### DVD（初回盤のみ）
1. Making of ポルノグラフィティ
メンバーインタビューを含む、47時間に及ぶレコーディングドキュメント映像を凝縮した48分間が収録されている[1]。CDよりもDVDのほうが収録時間がわずかに長い。
映像撮影者は、本間昭光と所属事務所アミューズのスタッフ[1]。

## 制作・演奏参加
ポルノグラフィティ
- 岡野昭仁：ボーカル、コーラス、ギター
- 新藤晴一：ギター

参加ミュージシャン
- ドラムス：松永俊弥
- ベース：根岸孝旨
- ピアノ、ウーリッツァー、ローズ・ピアノ、ハモンドオルガン、その他全ての音源：ak.homma
- ストリングス：弦一徹
- ストリングスチーム（ヴァイオリン、ヴィオラ、チェロ）
  - 弦一徹、伊藤彩、落合孝男、梶谷裕子、門脇大輔、金子芳子、クラッシャー木村、黒田薫、永田真希、藤田弥生、藤村政芳、森琢哉、遠藤益民、田中雅弘、堀沢真己、森田香織
- コントラバス：竹下欣伸
- コーラス、クラップ：うぐいすボーイズ&ガールズ
- シンセサイザー：飯田高広
- ホイッスル：奈良美幸

## ベストアルバム収録
- 『PORNO GRAFFITTI BEST ACE』収録（2008年10月29日）
  - Please say yes, yes, yes
  - そらいろ
- 『PORNO GRAFFITTI BEST JOKER』収録（2008年10月29日）
  - ベアーズ
  - リンク